# Acer obtusatum
Espèce
Synonymes
Classification APG III (2009)
Acer obtusatum est une espèce végétale de la famille des Aceraceae. Cet érable est considéré par certains auteurs comme une sous-espèce d'Acer opalus.

## Description

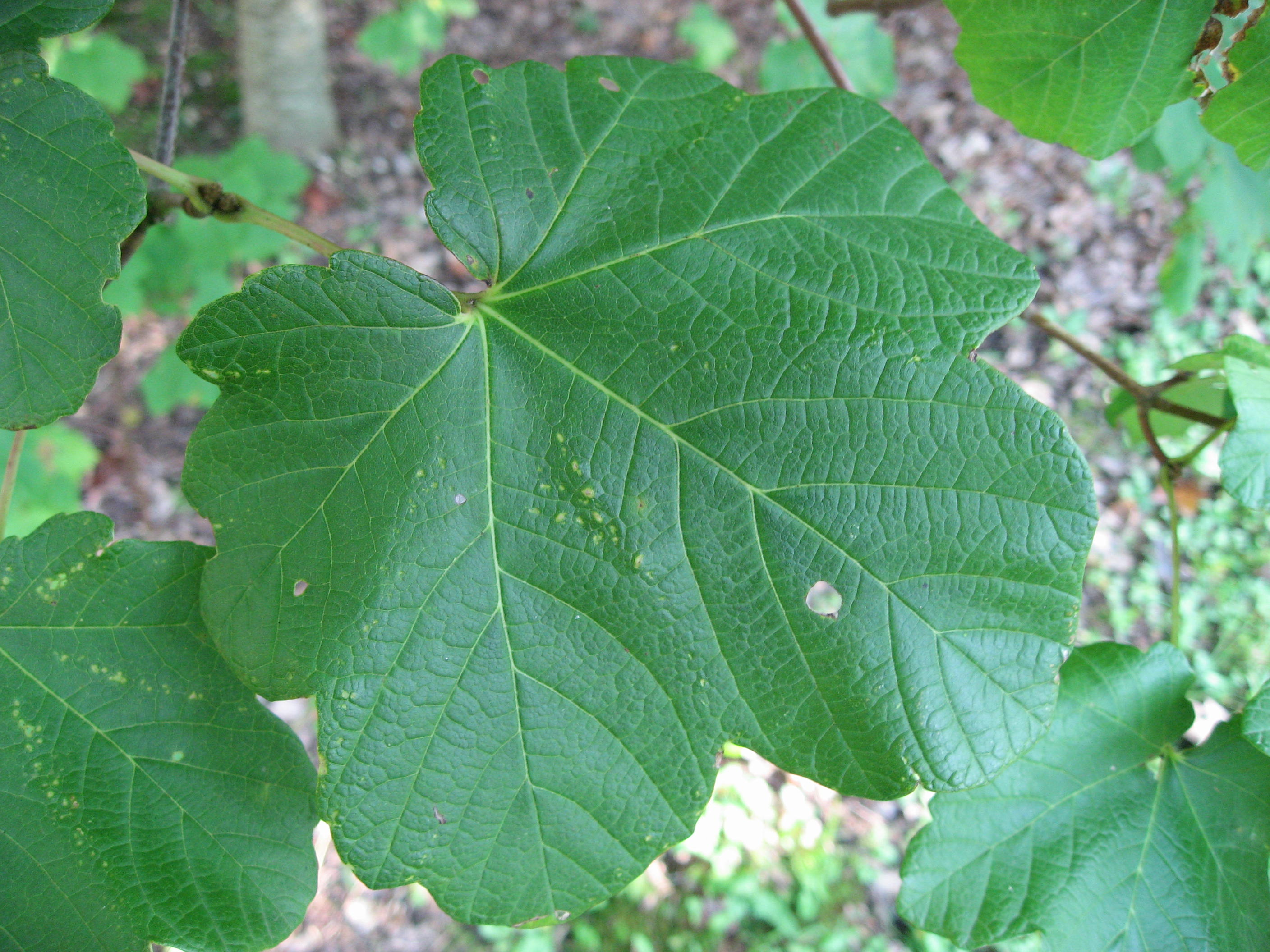
Feuilles d’Acer obtusatum.

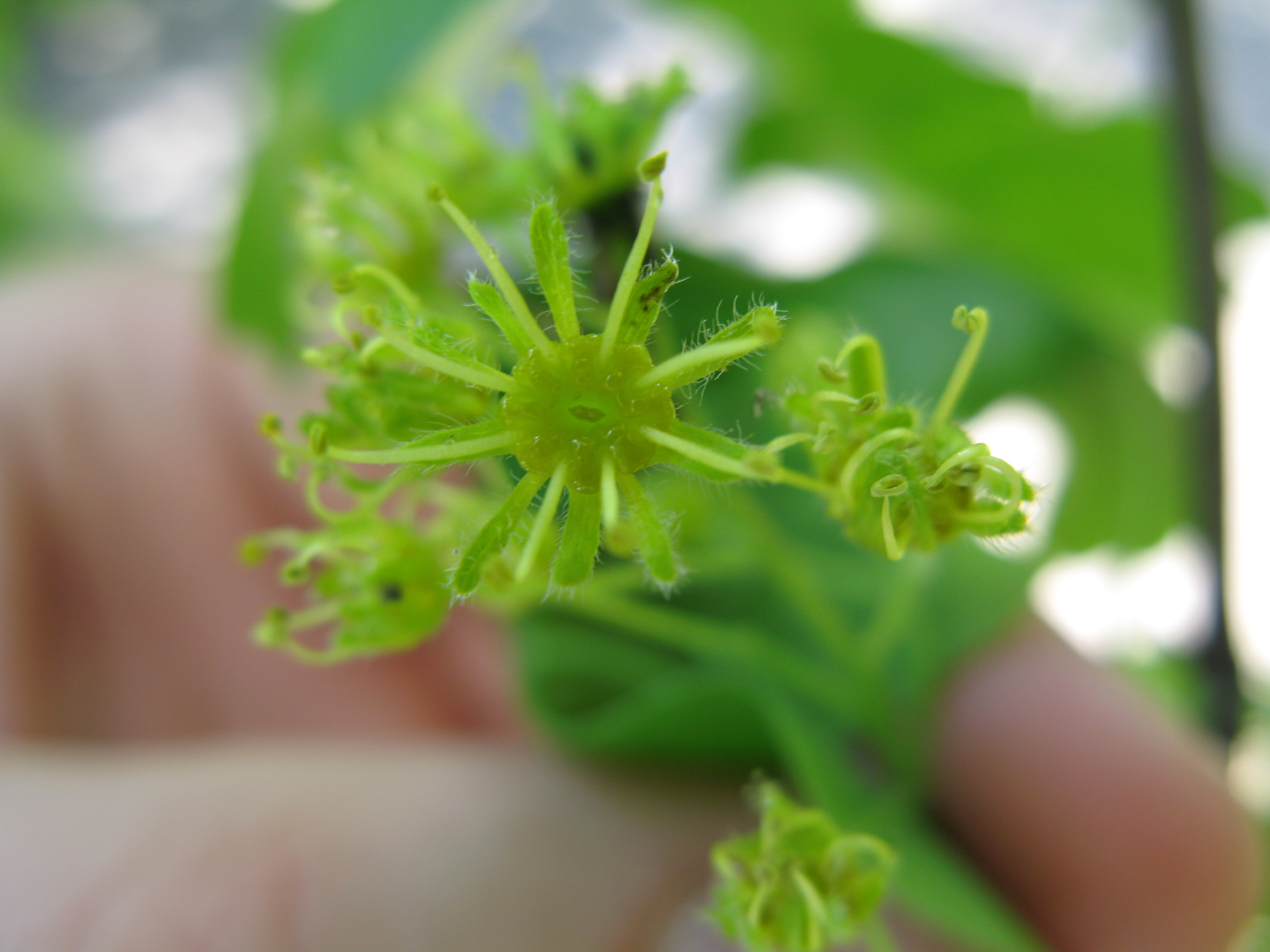
Détail d'une fleur.

Acer obtusatum possède de grandes feuilles, qui mesurent jusqu’à 12 cm et sont découpées en trois à cinq lobes.

## Répartition et habitat
Cet arbre vit dans le sud de l'Europe et au nord de l'Afrique. On le trouve en Italie (Sicile incluse), en France (dans les Alpes maritimes, Bouches du Rhône et en Corse), en ex-Yougoslavie, en Albanie, en Grèce et en Algérie.